# Rolls-Royce Phantom VI
Rolls-Royce Phantom VI är en personbil, tillverkad av den brittiska biltillverkaren Rolls-Royce mellan 1968 och 1991.
Phantom VI blev den sista traditionella lyx-limousinen från Rolls-Royce byggd på separat ram. Bilen skilde sig från föregångaren främst genom en ny instrumentbräda och dubbla strålkastare. 1979 uppgraderades bilen med motor och växellåda från samtida Silver Shadow.
Kunden fick fortfarande beställa kaross efter egen smak och plånbok, men de flesta bilarna levererades med standardkarossen från Mulliner Park Ward.
Bilen tillverkades fram till 1991, då den var ordentligt gammalmodig, med stel bakaxel upphängd i bladfjädrar och trumbromsar runt om.